# 阿诺尔德·吕特尔
阿诺尔德·吕特尔（發音：[ˈɑrnolʲd ˈryːtːːel]；1928年5月10日—2024年12月31日）是愛沙尼亞政治人物，1983年至1990年任爱沙尼亚苏维埃社会主义共和国末任最高苏维埃主席团主席，后担任最高苏维埃主席，2001年至2006年担任爱沙尼亚第三任总统。

## 荣誉

### 爱沙尼亚
- 圣母玛利亚之地十字勋章颈饰（英语：Order of the Cross of Terra Mariana）（2001年10月2日批准，2001年10月8日颁发[3]）
- 国徽勋章颈饰（英语：Order of the National Coat of Arms）（2007年12月19日批准，2008年2月23日颁发[4]）

### 其他国家
- 圣奥拉夫大十字勋章（英语：Order of St. Olav）（挪威，2002年4月10日颁发[5]）
- 恩里克王子勋章大颈饰（葡萄牙語：Ordem do Infante D. Henrique）（葡萄牙，2003年5月29日公布[6])
- 意大利共和国功绩大十字骑士勋章附颈饰（英语：Order of Merit of the Italian Republic）（意大利，2004年4月8日公布[7]）
- 白隼大十字勋章（英语：Order of the Falcon）（冰岛，2004年5月3日[8]）：对冰岛进行正式访问。
- 一等三星勋章颈饰（拉脱维亚，2005年11月30日批准，2005年12月7日于里加颁授[9]）
- 圣雅各之剑勋章大颈饰（葡萄牙語：Ordem Militar de Sant'Iago da Espada）（葡萄牙，2006年3月8日公布[6]）